# Smokey Bear
Smokey Bear (conocido en español como Oso Smokey u Oso Fumarola) es un personaje publicitario estadounidense creado por el artista Albert Staehle. Es protagonista de una campaña de prevención de incendios forestales, gestionada por el Ad Council, el Servicio Forestal de los Estados Unidos (USFS) y la Asociación Nacional de Silvicultores Estatales (NASF), en asociación con la agencia creativa FCB, para educar al público sobre los peligros de los incendios forestales no planificados causados por humanos.
Su primera aparición se produjo en 1944 con Smokey y el eslogan "Smokey Says - Care Prevent 9 of 10 Forest Fires" (Smokey/Fumarola dice - El cuidado previene 9 de cada 10 incendios forestales). Su eslogan cambió a "Remember... Only YOU Can Prevent Forest Fires" (Recuerde... solo USTED puede prevenir los incendios forestales) en 1947 y estuvo asociado con Smokey Bear durante más de cinco décadas. Smokey también ha tenido otras líneas a lo largo de los años, pero estas han seguido siendo sus consignas centrales. Según el Ad Council, el 80% de los excursionistas identificaron correctamente la imagen de Smokey Bear y 8 de cada 10 reconocieron los anuncios de servicio público de la campaña.